# Playa de Las Teresitas
Playa de Las Teresitas är en strand i kommunen Santa Cruz de Tenerife, Teneriffa (Kanarieöarna, Spanien). Stranden ligger nära byn San Andrés, ca 10 km norr om Santa Cruz centrum, och är en av de mest kända stränderna på Kanarieöarna.